# Dolores Vedoya
Juana Maria Dolores Vedoya (Corrientes, 1791 - Ibidem, 1875) fue una patriota argentina. Es considerada una de las Patricias Argentinas.

## Biografía
Dolores de Vedoya y Lagraña nació en la ciudad de Corrientes, Virreinato del Río de la Plata (Argentina), en el año 1791, hija de Manuel de Vedoya y García de Cossio, teniente de gobernador de Corrientes y hacendado y de Margarita de Lagraña Dizido Zamudio (tataranieta de Manuel Cabral de Melo y Alpoin). Casó con Raymundo Molina (o Molinas) de Balaguer(1782-1860), natural de La Bisbal, Cataluña-España. A diferencia de su padre y de su marido, Dolores de Vedoya de Molina se adhirió a la Revolución de Mayo de 1810.
Una de las decisiones adoptadas por el cabildo abierto del 25 de mayo de 1810 ordenaba a la Junta Gubernativa disponer el envío de una expedición a las provincias del interior con el objeto formal de asegurar la libertad en la elección de diputados que las representarían en el gobierno. Más allá de esa justificación por otra parte razonable, era preciso evitar con rapidez la formación y consolidación de núcleos contrarrevolucionarios y demostrar a los partidarios en el interior del movimiento emancipador que serían sostenidos con decisión y preservados en sus vidas y hacienda por el nuevo gobierno.

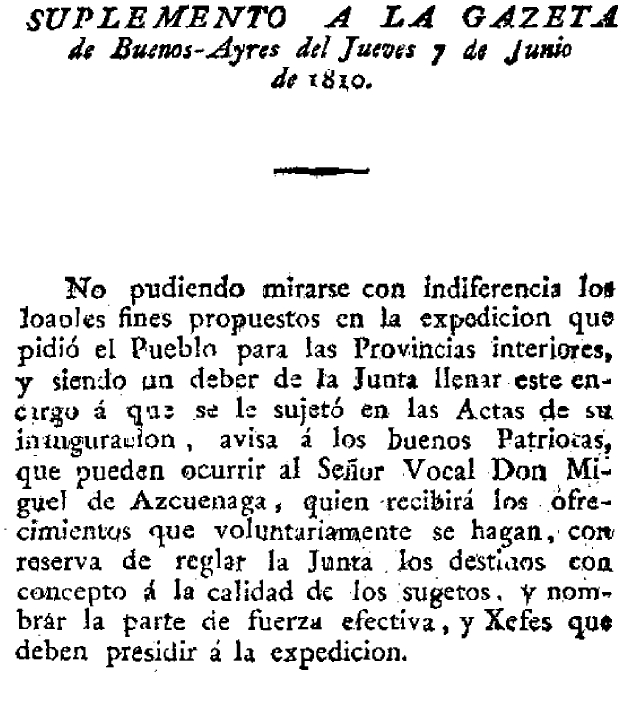
Resolución del 7 de junio de 1810.

El Cabildo del 25 de mayo había asignado recursos para organizar el nuevo ejército: los sueldos del Virrey Baltasar Hidalgo de Cisneros y de otros altos empleados de su administración. No obstante sea por resultar insuficientes o como medio para movilizar y comprometer a los vecinos con la causa se inició una suscripción pública: 

"No pudiendo mirarse con indiferencia los loables fines propuestos en la expedición que pidió e pueblo para las provincias interiores, y siendo un deber de la Junta llenar este encargo  a que se le sujetó en las actas de su inauguración, avisa a los buenos patriotas que pueden concurrir al señor Vocal don Miguel de Azcuénaga, quien recibirá los ofrecimientos que voluntariamente se hagan, con reserva de reglar la Junta los destinos, con concepto a la calidad de los sujetos y nombrar la parte de fuerza efectiva y jefes que deben presidir la expedición"
Gazeta de Buenos Aires del 7 de junio

.
Los donativos se extendieron a las provincias. Dolores de Vedoya donó sus joyas y aportó la suma de 25 pesos fuertes para contribuir a los gastos de la Expedición de Belgrano al Paraguay.
Falleció en su ciudad natal en 1875, "ocasionando un duelo general, por el respeto de que gozaba".
Sus hijos fueron: Margarita Molina Vedoya (n.1809) cc. Felipe González, Carmen Molina Vedoya (n.1810) cc. Juan Pedro de Llano Benítes y Casajús, Luis María Molina Vedoya (n.1814) c.d. en Corrientes y Asunción, Manuel Domingo Molina Vedoya (n.1818) cc. Mercedes Achinelli, Remigio Ignacio Molina Vedoya (n.1819), Nicanor Molina Vedoya (n.1823) cc. Florencia del Rivero, Raymundo Antonio Molina Vedoya (n.1825), María Gregoria de los Dolores Molina Vedoya (n. 1827) cc. Arístides Ruiz de Guzmán, María del Tránsito Froilana Molina Vedoya (n.1830) cc. José Ramón Vidal.
La casa familiar, construida por su esposo y ubicada en la actual calle 9 de julio N° 1044 de la ciudad de Corrientes es sede actualmente del Museo Histórico de la ciudad de Corrientes.
Por Ordenanza N° 3724 del Concejo Deliberante de Corrientes, del 21 de mayo de 2002, se incluyó en el circuito histórico de esa ciudad la llamada "Casa de la Patricia", en Pellegrini al 900, donde también vivió Dolores Vedoya de Molina. Entre sus considerandos afirma que "la casa data de 1805, y por aquí pasaron los Gdores. Vidal, Ruiz, Llano, Pedro T. Sánchez y Blas Benjamín de la Vega y se gestó la Revolución del Coronel Pomar en 1931". 
No debe confundirse con la homónima y contemporánea Dolores Bedoya de Molina, prócer guatemalteca.